# Bevölkerungsstatistikgesetz
Das Bevölkerungsstatistikgesetz (BevStatG) regelt die Bundesstatistik, um die Veränderungen in Zahl und Zusammensetzung der Bevölkerung und ihre Ursachen festzustellen.
Das Gesetz besteht aus acht Paragraphen, die vier Statistiken in Deutschland bestimmen:
1. die Statistik der natürlichen Bevölkerungsbewegung einschließlich der Todesursachenstatistik,
2. die Statistik der rechtskräftigen Beschlüsse in Eheauflösungssachen,
3. die Statistik der rechtskräftigen Aufhebungen von Lebenspartnerschaften,
4. die Wanderungsstatistik und
5. die Fortschreibung des Bevölkerungsstandes.

2013 wurde das Bevölkerungsstatistikgesetz reformiert. Die Neufassung trat am 1. Januar 2014 in Kraft (§ 7 des Gesetzes).